# Soda Stream
Pour les articles homonymes, voir Sodastream.

Soda Stream est un maxi-single de Leila sorti en 1999 chez XL Recordings.
C'est sa première production sur le label XL Recordings, après avoir quitté Rephlex. Certains critiques musicaux jugent que Leila s'éloigne du style produit sur Rephlex, en se rapprochant de ceux de Prince et de Björk. Ils jugent que Soda Stream est « une ballade mutante de techno, de trip hop et de musique soul » (« a mutant technoid trip-soul ballad » en anglais).

## Liste des morceaux
1. Soda Stream (4:45)
2. Two (5:24)
3. Three (3:21)
4. Seashells (3:49)
5. Five (3:46)

## Fiche
- Label : XL Recordings
- Catalogue : XLS 113 CD
- Format : CD, Maxi-Single
- Pays : Angleterre
- Date de parution : 1999
- Genre : Musique électronique
- Style : IDM, musique expérimentale